# Francesco Piccolpasso
Francesco Piccolpasso  (mort en 1443), nommé également selon le sources Pizzolpasso, Picolpasso, Piccolpasso, francisé en François de Piçolpassis, est un ecclésiastique italien qui fut successivement évêque de Dax de 1423 à 1427, évêque de Pavie de 1427 à 1435 et enfin archevêque de Milan de 1435 à 1443

## Biographie

### Origine et formation
Francesco Piccolpasso naît à Bologne vers 1375, il est le fils de  Nicolò di Filippo et d'une Lambertini, tous deux issus d'anciennes familles de la cité. Il avait au moins quatre frères : Paolo, Drudo, Giovanni et Girolamo.
Sa formation se fit en trois étapes : d'abord comme notaire à Bologne (1400), puis avec un  diplôme de théologie au Studium Curiae de Rome (1410-11) et enfin un doctorat en droit canon à Bologne (1417). En fait, il ambitionnait de réaliser une carrière de membre de la curie romaine. 
À Rome, il devint le secrétaire du cardinal Landolfo Maramaldo et, dès 1403, il est admis parmi les familiers du pape Boniface IX et plus tard d'Innocent VII et de Grégoire XII. En 1408, il se joint à l'initiative des cardinaux promoteurs du Concile de Pise, entrant ainsi dans la curie des nouveaux papes de « l'obéissance pisane ». Pendant ce temps, il poursuit sa carrière ecclésiastique (clerc de la Chambre vers 1410, puis scriptor apostolicus, après la renonciation de son frère Paolo en avril 1411) ; à partir de 1413, il effectue d'importantes missions politico-diplomatiques, telles que la préparation de la résidence pontificale à Constance en 1414. Au cours de la réunion, il participe au climat stimulant, spirituellement et intellectuellement du grand synode de réformateur où il est, entre autres, en relation étroite avec Poggio Bracciolini. Cependant, en 1415, après la fuite de Jean XXIII de Constance et sa déposition, le contexte change radicalement et Piccolpasso est contraint de rentrer à Bologne, où il décide de devenir clerc. Il reçoit les ordres mineurs le 18 avril 1416 et se fait ordonner sous-diacre une semaine plus tard. En août 1417, après l'obtention de son deuxième titre de Docteur, il est admis au collège des docteurs en droit canon de sa ville.

### Évêque de Dax
Après l'élection de Martin V (novembre 1417), le besoin de recréer une curie efficace le rappela à Constance et, en tant que clerc et canoniste, il fut admis, selon les conditions fixées par le Concile, parmi les clercs de la Chambre. Déjà en mai 1418, il est envoyé par Martin V au duc de Savoie et à l'évêque de Genève. Il suit ensuite le pape en Italie, à Florence, où la curie demeure pendant un an et demi. En mars 1419, il est nommé vice-chancelier du patrimoine de Saint-Pierre, en juin gouverneur adjoint de cette même province et enfin, en mars 1420, recteur de divers centres de Patrimoine d'Ombrie et de Sabine, chargés de récupérer ces régions tenues par Braccio da Montone. Piccolpasso réussit, et Martin V peut finalement revenir dans la ville de Rome le 28 septembre 1420.
Compte tenu de la notoriété et de sa carrière, il n’est pas surprenant que Piccolpasso accumule les bénéfices ecclésiastiques au fil des années, il devient à cette époque : chanoine puis  archiprêtre de Cento (1414) et à Bologne, chanoine du chapitre de la cathédrale de Bologne (1415 ou 1416), puis le doyenné de San Colombano (octobre 1416, qu'il conserve à vie) et enfin archiprêtre de la cathédrale (juin 1419). Sa promotion épiscopale au diocèse de Dax, en Gascogne sous le contrôle anglais, intervient en 1423. C'est donc en tant qu'évêque qu'il assiste au concile de Pavie-Sienne (avril 1423 à mars 1424) comme membre du parti gallican, puis «pro Anglicis».

### Évêque de Pavie
En 1424, il fut envoyé par Martin V en tant que commissaire et nonce apostolique à l'armée pontificale qui appuyait la reine de Naples Jeanne II de Naples  avec Braccio da Montone et il est présent lors de la bataille de L'Aquila le 2 juin 1424.
Après un bref et imprécis séjour à Dax, accompagné de son neveu Michele di Drudo, comme vicaire-général, il est transféré au siège épiscopal de Pavie par Martin V, qui entendait ainsi ouvrir un dialogue avec Philippe Marie Visconti ; jusqu'en octobre 1430, le duc empêche Piccolpasso de prendre possession de son nouveau diocèse. Ce n’est que difficilement, grâce peut-être à la médiation du cardinal Castiglioni, qu’il réussit à gagner la bienveillance de Visconti, sans pour autant entrer dans son entourage ni dans les conseils ducaux.
Comme à Dax, Piccolpasso n'intervient que peu dans la gestion de son diocèse qu'il se contente de diriger par l’intermédiaire de  vicaires, comme son neveu Michele, ou par des évêques auxiliaires, comme l'évêque de Bobbio Daniele Pagani. Les relations intellectuelles, et surtout les relations avec Antonio Beccadelli (dit en latin Antonius Panormita), l’ont mis en contact avec le monde de l’humanisme universitaire à Pavie. Dans le passé déjà, en 1411, Piccolpasso avait édité une collection (perdue) de lettres brunistes avec Niccolò Niccoli; et maintenant, en 1431, il s'est réuni de son côté (également perdu). De plus, en 1432, il composa le De architectura sacrae sedis Castelleonis un traité en forme de correspondance, adressé au cardinal Juan de Cervantes.

### Archevêque de Milan et humaniste
En mars 1432, à l'ouverture du Concile de Bâle, Piccolpasso se rend sur ordre du duc dans la cité rhénane et, le 11 avril, il est associé à la Commission de fide: ce fut le début d'une longue et intense période de sa vie intellectuelle. À Bâle, en plus de prendre contact avec la foi moderne et avec les inquiétudes du renouveau ecclésial suscitées par le Concile, il rétablit les liens avec Nicolas de Cues et Juan de Cervantes et tisse de nouvelles relations avec la jeune Enea Silvio Piccolomini et le Camaldule Ambrogio Traversari, envoyés pontificaux au Concile. Ce fut une période de partage de lectures et de discussions, mais aussi de passion pour la recherche de codex rares. 
Théologien et juriste, Piccolpasso participe intensément aux travaux conciliaires et mène d'importantes missions diplomatiques: en Castille, auprès du roi Jean II de Castille (mai-juillet 1432) et  à Auxerre pour une réunion franco-bourguignonne (septembre 1432). Il réussit  à suivre l'orientation pro-conciliaire de Visconti, mais sans rompre avec le pape et acquiert une réputation de modération. Pour cette raison, il est promu le 9 mai 1435 à l'archidiocèse de Milan. En novembre 1435, il quitte Bâle pour quelque temps et en décembre, il rejoint son archidiocèse. Son court séjour à Milan est également l’occasion d’importer en Italie certains thèmes du débat culturel et humaniste Bâlois. Piccolpasso confie à Pier Candido Decembrio le commentaire sur Térence d’Ælius Donatus et diffuse le traité rédigé par l’évêque de Burgos, Alonso Garcia de Cartagena, en controverse avec la traduction de Leonardo Bruni de l’éthique à Nicomaque.
De retour à Bâle au cours de l'été 1436, il doit faire face à l'accusation d'avoir violé le décret conciliaire de 1435 sur l'abrogation des 
« annate » : il s'était en effet engagé à payer à la trésorerie pontificale le servitium commune pour son siège milanais. Il n'est acquitté qu'en 1437, déclarant qu'il était contraint à cette obligation. Il resta ensuite dans la ville rhénane alors que de nombreux pères du concile modérés,  s'en éloignent de nouveau à partir de 1437, et prennent des positions de plus en plus critiques contre l'aile radicale, notamment contre son chef, le cardinal Louis Aleman qui intente un procès au pape, provoquant une censure explicite du Concile. Sa dissidence vis-à-vis de la ligne anti-pontificale devint de plus en plus explicite: en 1439, il quitte  les cessions qui réaffirmant la supériorité du concile sur le pape et qui  déposent Eugène IV, tout en se félicitant de l'union avec les Grecs, proclamée par le pape à Florence (juillet 1439). Finalement, il abandonna Bâle avec l'autorisation explicite de Visconti, en novembre 1439, sans prendre part à l'élection de antipape Félix V, et rentre à Milan.
Une conséquence de cette conception élevée de son rôle a été un conflit avec le chapitre majeur de la cathédrale ambrosienne, qu’il avait l’intention de valoriser, mais dans le cadre d’une réévaluation du rôle épiscopal. En 1437, il avait déjà demandé aux chanoines un plus grand respect des devoirs liturgiques. En 1440, il conteste les droits temporels du chapitre sur les vallées de la Léventine et de Blenio et adopte diverses règles disciplinaires; en 1441, il promeut l'élargissement du chapitre majeur, en l'étendant au primat et au prévôt. Des frictions éclatent également avec le cardinal Gerardo Landriani Capitani, qui, depuis juillet 1440, agissait en tant que légat apostolique dans le domaine de Visconti, avec une tendance à outrepasser l'autorité et la juridiction de l'archevêque dans plus d'un cas. Pour le gouvernement général de son diocèse, Francesco Piccolpasso s’appuyait surtout sur le milanais Francesco Della Croce, primicier de la cathédrale, nommé vicaire-général en juillet 1435, alors qu’il était à Bâle avec qui il partageait ses  idéaux humanistes et sa vision réformiste. L'action décisive de Della Croce se poursuivit au moins jusqu'en septembre 1442, date à laquelle il fut remplacé par Antonio Zeno, ( à la tête de l'église de la Sainte-Trinité de Pavie), qui nomma à son tour un délégué en la personne d'Antonio Pichetti de Tortone
Entre-temps, Francesco Piccolpasso s'est surtout concentré sur les questions liturgiques et historiques et sur la protection du rite ambrosien, notamment grâce aux lectures nombreuses et réfléchies des textes d' Ambroise de Milan; La Constitutio archiepiscopalis, avec laquelle il tenta de normaliser les célébrations liturgiques de tout le diocèse promulguées en 1440, était en réalité disparue, bien que l’archevêque y attache une grande importance et le reproduise dans un autre célèbre codex enluminé de sa bibliothèque (Ambr. 266 inf). Également en 1440, il prépara également un Martyrologium secundum morem ambrosianum ordinatum; et déjà en 1438 (de Bâle), il avait confié à son neveu Michele la tâche de reconstruire l’histoire de l’Église milanaise afin, entre autres, d'accréditer la tradition qu’il voulait faire de Barnabé un proto-évêque de la cité.

### Mort et postérité
C'est à Castellazzo que Francesco Piccolpasso meurt en février 1443. Il a été inhumé dans la cathédrale de Milan devant le maître autel. Ses livres, qui constituaient l'une des bibliothèques privées les plus remarquables du XVe siècle, s'accumulèrent au fil des années, ils furent légués à la bibliothèque capitulaire de la cathédrale et sauvés de la dispersion par Francesco Della Croce. Au XVIIe siècle, 85 codex ont été transférés à la Biblioteca Ambrosiana, où ils sont toujours conservés.

## Source
- (it) Enciclopedia Treccani Francesco Pizolpasso